# Priabona
Priabona is een plaats (frazione) in de Italiaanse gemeente Monte di Malo.